# Beatificación y canonización de Pablo VI

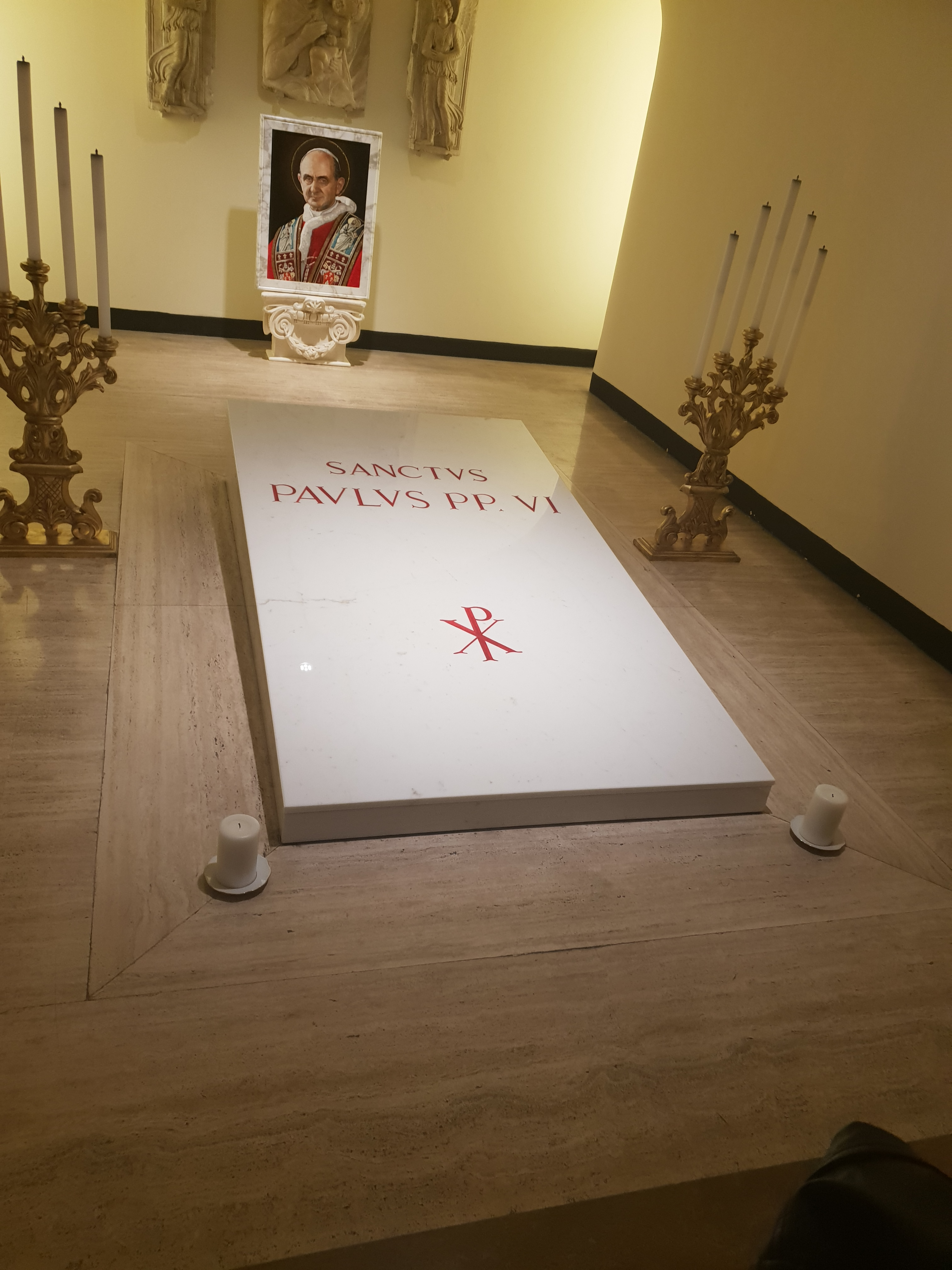
La tumba de Pablo VI en las grutas vaticanas, fotografiada tras las modificaciones efectuadas en contexto de su canonización en octubre de 2018

La causa de canonización de Pablo VI, fallecido en 1978, se inició en 1993. Tras ser nombrado siervo de Dios en 1993 y declarado venerable en 2013, fue beatificado el 19 de octubre de 2014, tras el reconocimiento de un milagro atribuido a su intercesión. Tras la aprobación de un segundo milagro, fue declarado santo por el papa Francisco el 14 de octubre de 2018.

## Historia

### Proceso diocesano
El 18 de marzo de 1993 se declaró el «nihil obstat» (en español: nada se interpone) bajo el mandato de Juan Pablo II, lo que abrió la causa de beatificación de Pablo VI. El proceso diocesano se inició el 11 de mayo de 1993 en Roma y así le fue concedido el título de Siervo de Dios. La fase diocesana del proceso concluyó el 18 de marzo de 1998.

### Fase romana
La «positio» fue enviada a la Congregación para las Causas de los Santos en 2011. Los consultores teológicos y los miembros de la congregación colaboraron con los recursos reunidos en el proceso anterior y acordaron unánimemente que Pablo VI había vivido una vida de virtud heroica. Transmitieron su voto a Benedicto XVI que, el 20 de diciembre de 2012, firmó el decreto que reconocía las virtudes heroicas del papa Montini y le otorgaba el título de venerable.

### Milagro e investigaciones
En 2003 se descubrió en Estados Unidos un supuesto milagro atribuido a su intercesión. El caso involucraba un feto en el útero, que sufría defectos cerebrales que afectarían al niño. El médico le aconsejó a la madre que abortara, pero ella se negó a hacerlo y solicitó la intercesión de Pablo VI a instancias de una monja que le dio una tarjeta con un trozo de la sotana del difunto papa. Cuando el niño nació, no había defectos que se pudieran detectar y su salud fue monitoreada hasta que fue un adolescente.
La investigación sobre el milagro se cerró en 2006 y el caso pasó a una junta médica, que se reunió el 12 de diciembre de 2013 y votó a favor del milagro, que afirmaron que era "médicamente inexplicable". Los asesores teológicos se reunieron para discutir el milagro el 18 de febrero de 2014 y también votaron a favor de que se trataba de un milagro. La congregación se reunió el 5 de mayo de 2014 y votó que la curación fue en realidad un milagro atribuido a la intercesión de Pablo VI.
Junto al cardenal prefecto de la Congregación de las Causas de los Santos el 9 de mayo de 2014, Francisco aprobó el decreto de reconocimiento del milagro atribuido al difunto papa y fijó la fecha de la beatificación en en la plaza de San Pedro el 19 de octubre de 2014.

## Beatificación

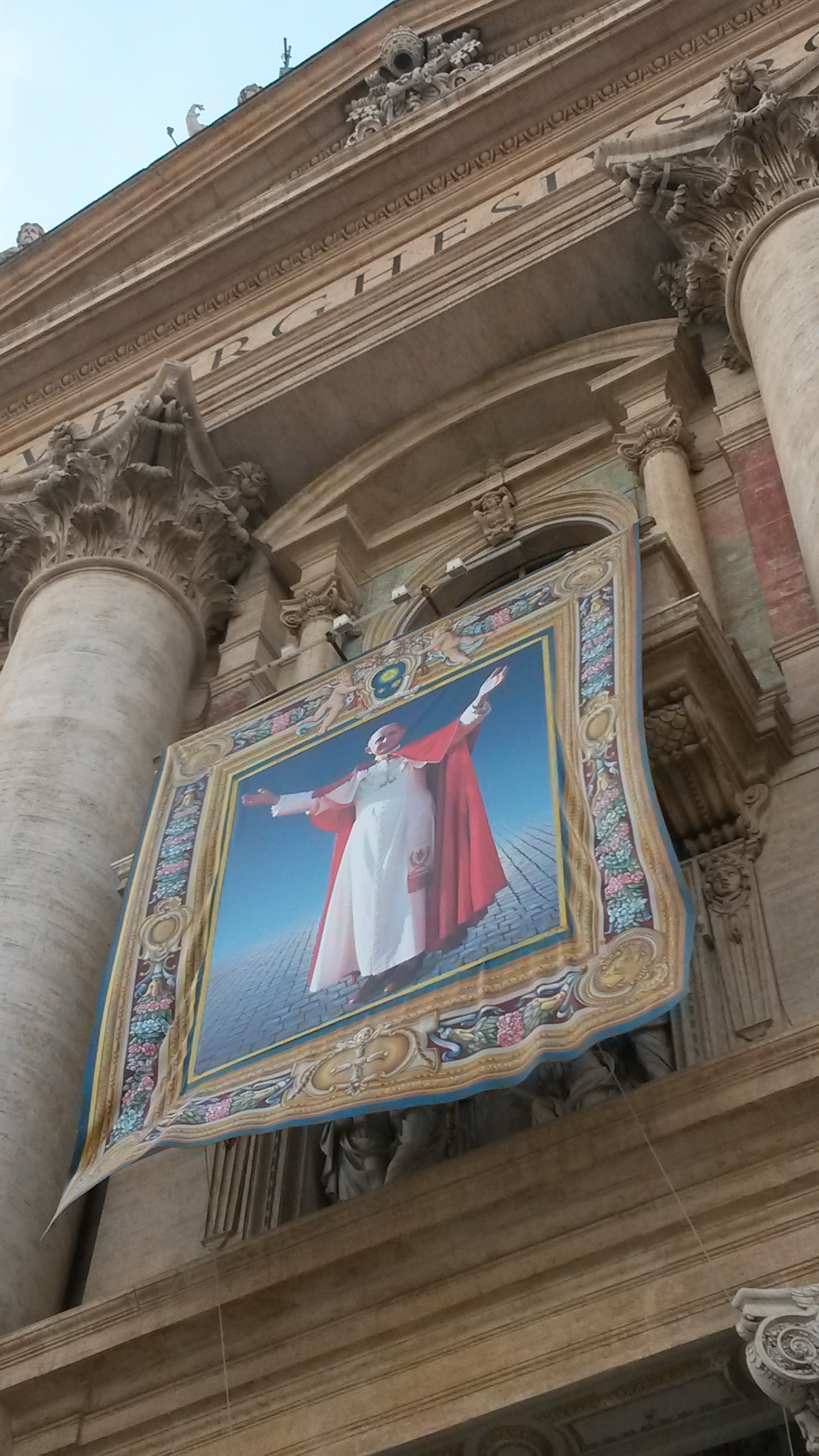
Tapiz de Pablo VI expuesto en su beatificación en 2014

El 19 de octubre de 2014 se celebró en el Vaticano la beatificación de Pablo VI. Fue parte del cierre del sínodo extraordinario de obispos sobre la familia. Destacó la presencia en la ceremonia del papa emérito Benedicto XVI 
Las reliquias presentadas durante los ritos de beatificación fueron dos chalecos manchados de sangre, utilizados por Pablo VI durante el intento de asesinato que sufrió en Manila en 1970.

## Canonización

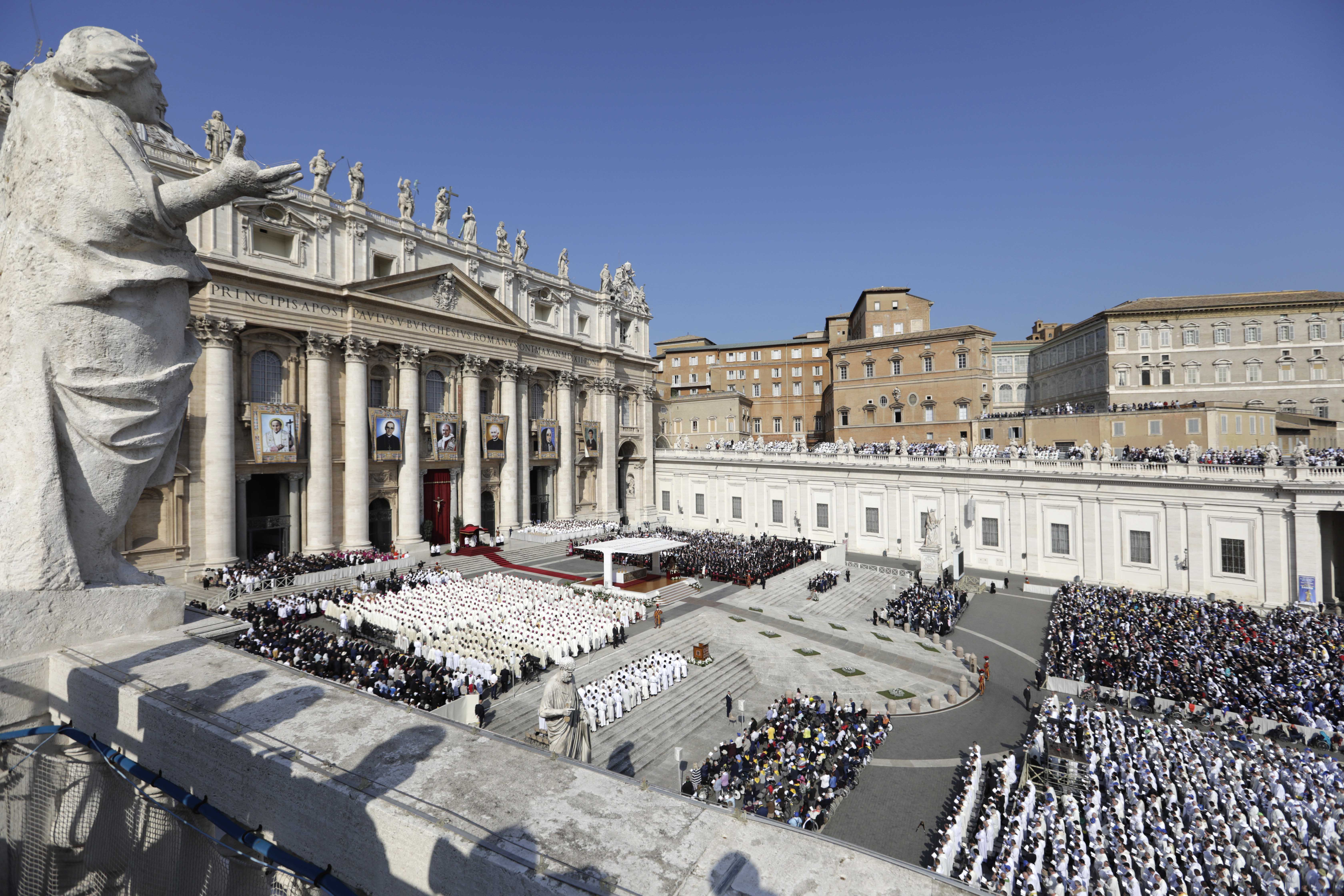
Ceremonia de canonización el 14 de octubre de 2018 en la plaza de San Pedro

Se informó que el segundo milagro necesario para su canonización ocurrió en enero de 2015, también en Estados Unidos. La investigación sobre el supuesto milagro estuvo en curso en el norte de Italia.
Los teólogos que asesoraron a la Congregación para las Causas de los Santos manifestaron su aprobación a este milagro el 13 de diciembre de 2017.  El papa Francisco aprobó formalmente el segundo milagro necesario para la canonización en una reunión con sacerdotes el 14 de febrero de 2018 y declaró que la canonización de Pablo VI tendría lugar en algún momento de 2018.  La confirmación oficial llegó cuando Francisco firmó un decreto aprobando el milagro el 6 de marzo de 2018; el anuncio formal de esta confirmación se hizo en un boletín de prensa de la Santa Sede al mediodía del 7 de marzo de 2018.
Pablo VI fue canonizado el 14 de octubre de 2018 junto con otros seis beatos, entre ellos Óscar Arnulfo Romero.